# Žalna
Žalna – wieś w Słowenii, w gminie Grosuplje. 1 stycznia 2017 liczyła 338 mieszkańców.